# Stanga di Dobbiaco
Lo Stanga di Dobbiaco (in lingua tedesca Toblacher Stangenkäse) è un formaggio semiduro di latte vaccino pastorizzato, con crosta, dalla tipica forma parallelepipeda, prodotto in Alto Adige, a Dobbiaco.

## Descrizione
Formaggio simile alla mozzarella quando si scioglie, la pasta si presenta con piccole sfoglie. Il formaggio da taglio è di sapore dolce, gradevole. Esso rappresenta una produzione tipica della latteria di Dobbiaco, che è stata fondata nel 1883 ed è quindi una delle primissime di tutto l'Alto Adige. La provincia autonoma di Bolzano lo ha fatto includere dal Ministero delle politiche agricole alimentari e forestali tra i prodotti agroalimentari tradizionali ed esso è prodotto in Val Pusteria, a Dobbiaco.
Il toblacher Stangenkäse nacque dalla necessità di produzione nei momenti di eccesso di latte, per i quali occorreva trovare un tipo di formaggio che si adattasse alla stagionatura. Oltre a questi prodotti, la latteria produce anche burro, l'Hochpustertaler ("formaggio Alta Pusteria"), Bergkäse (formaggio a pasta morbida) e Rigatino (un prodotto molto aromatico).